# Lucio Lombardo Radice
Lucio Lombardo Radice (Catania, 10 luglio 1916 – Bruxelles, 21 novembre 1982) è stato un matematico, pedagogista, politico e dirigente comunista italiano.

## Biografia
Figlio del pedagogista catanese Giuseppe Lombardo Radice e della docente fiumana Gemma Harasim, e fratello minore di Laura, dopo aver studiato al Liceo ginnasio statale Terenzio Mamiani di Roma, si laureò in matematica nel 1938 con una tesi sulle algebre legate ai gruppi di ordine finito. Tra i suoi docenti, si ricordano Gaetano Scorza, Guido Castelnuovo e Federigo Enriques, che gli trasmisero l'interesse per il rapporto tra scienza e filosofia.
Negli anni trenta entrò, insieme con la sorella Laura, in contatto con un gruppo di giovani antifascisti quali Aldo Natoli, Paolo Bufalini, Mirella De Carolis, Giaime e Luigi Pintor, Mischa Kamenetzky (Ugo Stille): "questi giovani avevano già preso le
distanze dal fascismo, ma solo una minoranza di loro aveva bruciato le tappe
verso l'antifascismo cospirativo (Lucio Lombardo Radice, Aldo Natoli, Pietro Amendola che costituirono, insieme a Bruno Sanguinetti, il primo nucleo del gruppo comunista romano)". A quell'epoca risale quindi la sua iscrizione clandestina al PCI.
Nel 1939 non poté prendere servizio come assistente alla cattedra di geometria analitica, perché fu arrestato e condannato a quattro anni di reclusione in quanto oppositore al regime fascista; liberato nel 1941, fu arrestato di nuovo e poi scarcerato dopo pochi mesi. Partecipò attivamente alla resistenza romana, curando sempre i contatti con oppositori e partigiani di area liberal-socialista e cattolica. Nell'ambito di tali iniziative conobbe lo storico cattolico liberale Arturo Carlo Jemolo e sua figlia Adele Maria. Sposerà quest'ultima nel 1946 ed ebbe tre figli: Daniele, Marco e Giovanni.
La militanza nel PCI, di cui fu dirigente, proseguì nel dopoguerra. Il clima di dialogo fra credenti e non credenti suscitato dal Concilio Vaticano II fu interpretato culturalmente, tra gli altri, da lui e dallo scrittore cattolico Mario
Gozzini: "sotto il profilo politico i risultati di tale dialogo trovarono una cauta
trasposizione nelle statuizioni di Longo all'XI congresso nazionale del PCI sul
riconoscimento della libertà religiosa"
Fu consigliere comunale al Comune di Roma dal 1976 al 1981; fu membro del Tribunale Russell per i diritti dell'uomo e, come tale, fu critico della politica delle cosiddette "democrazie popolari" nei confronti della dissidenza e delle libertà individuali, sebbene mai liquidazionista delle stesse esperienze dell'Est Europa.
Fu fondatore del comitato di coordinamento dei movimenti per la pace.
Morì a Bruxelles, colto da infarto, mentre partecipava ai lavori di preparazione della II Conferenza per il disarmo.

## Carriera accademica e contributo scientifico

### Matematica
Nel 1945, dopo la fine della guerra, era stato finalmente ammesso come assistente alla Sapienza.
Nel 1951 ottenne la libera docenza in analisi algebrica ed infinitesimale e nel 1956 ricoprì la carica di professore straordinario di geometria analitica con elementi di proiettiva all'Università di Palermo, dove restò fino al 1960 quando si trasferì nuovamente a Roma, dove era già nato suo figlio Marco nel 1949.
Dal 1963 al 1966 fu vicedirettore della Scuola di perfezionamento in Matematica e Fisica, dopo avervi insegnato storia della matematica.
A Roma, nel 1965, ebbe la cattedra di algebra, materia che aveva insegnato sin dall'anno accademico 1961 1962 in cui essa era stata messa a statuto per il I anno del Corso di Laurea in Matematica, proprio tra l'altro per suo diretto interessamento; nel 1974 quella di matematiche complementari ed aveva tenuto, (tra il 1960 e il 1973) anche gli insegnamenti di teoria dei numeri, geometria superiore e algebra superiore (1968-1973).
Il suo impegno scientifico fu nel campo della teoria delle rappresentazioni dei gruppi finiti, in particolare quelle modulari, in quello delle geometrie finite e delle geometrie combinatorie, assieme a Beniamino Segre e a Guido Zappa.
Sullo studio dei piani proiettivi non desarguesiani, con particolare riguardo al caso finito, pubblicò una trentina di lavori.

### Pedagogia
Lucio Lombardo Radice riprese dal magistero paterno una straordinaria passione per la pedagogia, affiancandola all'impegno politico e, in particolare, l'interesse per i problemi della scuola.
Dopo le prime esperienze, già negli anni Trenta, sulla rivista "La scuola in Toscana", nel dopoguerra partecipò al comitato di redazione di Belfagor. Fu direttore della rivista Riforma della Scuola, dal novembre 1955 fino alla sua morte, affiancato da condirettori quali Mario Spinella, Dina Bertoni Jovine, Mario Alighiero Manacorda, Carlo Bernardini, Francesco Zappa.
Fu autore di libri di giochi per bambini e ragazzi e si dedicò con successo alla divulgazione scientifica e matematica. Partecipò anche a trasmissioni televisive e programmi radiofonici, tra i quali una serie di cinque filmati, Uomini della scienza (dedicata a Jean-Baptiste D'Alembert, Gaspard Monge, Lavoisier, Alessandro Volta, Lazzaro Spallanzani), per la regia di Ansano Giannarelli, lo stesso regista con cui aveva collaborato, tra il 1970 e il 1973, come consulente scientifico per il film in tre puntate Non ho tempo, incentrato sulla figura di Évariste Galois, nel quale egli stesso aveva recitato la parte del professor Louis Paul Émile Richard, mentore del giovane matematico.
Insieme ad altri intellettuali (tra cui lo storico Lucio Villari) ha anche preso parte, diretto da Ettore Scola, al film La terrazza (1980), in cui interpretava sé stesso come dirigente del Partito Comunista Italiano.

### Televisione
Lucio Lombardo Radice fu consulente e ideatore di diversi programmi di divulgazione scientifica. Il debutto televisivo si ebbe nel 1971 con Dall'uno all'infinito, una serie documentaristica di 12 episodi di introduzione alla matematica. Nel 1972 fu la volta di  Le rivoluzioni della scienza, una serie di 4 episodi sulle grandi rivoluzioni della storia della scienza, in cui ebbe ruolo di consulente tecnico. Nel 1977, anche se girato nel 1972, dopo una serie di censure e polemiche, venne trasmesso dalla rai Non ho tempo, film di Ansano Giannarelli dedicato alla figura di Évariste Galois, tra i padri dell'algebra astratta: anche in questa occasione Lombardo Radice ebbe il ruolo di consulente scientifico e intraprese una parte all'interno del film, rivestendo il ruolo del Professor Richard.
Di grande rilievo fu la produzione di Uomini della scienza, serie di 5 telefilm sulla storia della scienza che coprivano l'arco storico del 1700 e del 1800 e venivano introdotti dallo stesso Lombardo Radice, il quale successivamente alla proiezione dibatteva di temi scientifici di attualità con esperti e pubblico.
- Vita di Antonio Gramsci, con Giuseppe Carbone, Roma, Edizioni di Cultura Sociale, 1951.
- L'uomo del Rinascimento, Roma, Editori Riuniti, 19
- Piani grafici finiti non desarguesiani, Palermo, Denaro, 1959.
- L'educazione della mente, Roma, Editori Riuniti, 1962.
- Istituzioni di algebra astratta, Milano, Feltrinelli, 1965.
- Dibattito sull'ateismo, con Antony Flew e Rudolf Bultmann, Brescia, Queriniana, 1967.
- Socialismo e libertà, Roma, Editori Riuniti, 1968.
- La matematica da Newton a Pitagora, curatori scientifici Walter Maraschini, Mauro Palma, Roma, Editori riuniti, 1971, 1992, 2014, OCLC 9788835936312.
- Gli accusati. Franz Kafka, Michail Bulgakov, Aleksandr Solzenitsyn, Milan Kundera, Bari, De Donato, 1972. Premio Viareggio di Saggistica.[15]
- Minialgebra, con Giorgio Catalano, Milano, Feltrinelli, 1972.
- Cristiani e marxisti a confronto su l'uomo, con Maurizio Villani, Fiorenzo Baratelli, Vincenzo D’Ascenzi, Virgilio Fagone e Pasquale Modestino, Bologna, Edizioni Dehoniane, 1974.
- Giorgio Bini, Lucio Lombardo Radice, Tullio de Mauro, Serena Fanelli, Maurizio Lichtner e Walter Maraschini, Didattica delle 150 ore, Roma, Editori Riuniti, 1975, OCLC 797861547, SBN RAV0883872.
- Educazione e rivoluzione, Roma, Editori Riuniti, 1976.
- La fondazione della matematica, con Anna Labella, Roma, La goliardica, 1976.
- Il metodo matematico. Corso di matematica per le scuole medie superiori, con Lina Mancini Proia, 3 volumi, Milano, Principato, 1977.
- La Germania che amiamo, Roma, Editori Riuniti, 1978.
- Un socialismo da inventare, Roma, Editori Riuniti, 1979.
- L'infinito, Roma, Editori Riuniti, 1981, 2014
- Taccuino pedagogico, Firenze, La Nuova Italia, 1983.
- Sul socialismo reale. Saggi su Robert Havemann e Milan Kundera, Roma, Editori Riuniti, 1990.

### Prefazioni e introduzioni
- Introduzione a: Anton Semenovyč Makarenko, Il poema pedagogico, Roma, 1952.
- Prefazione a: Giuseppe Casarrubea, Una alternativa culturale dalla Sicilia occidentale, Celebes, 1974.
- Direzione di Ulisse. Enciclopedia della ricerca e della scoperta, Editori Riuniti, 1977.
- Prefazione a: A.Semeraro, Dina Bertoni Jovine e la storiografia pedagogica del dopoguerra, Lacaita, Manduria, 1979.
- Prefazione a: Stefania Guerra Lisi, Comunicazione ed espressione nella globalità dei linguaggi, Ed. Il Ventaglio, Roma, 1980
- Prefazione a: Carl B. Boyer, Storia della matematica, Mondadori, 1990.
- Prefazione a: Vittorio Messori, Ipotesi su Gesù, Società Editrice Internazionale, Torino 1993.

### Traduzioni
- Friedrich Engels, Dialettica della natura, Roma, Rinascita, 1950. [Antologia di saggi di Engels scritti tra il 1873 e il 1882]
- Nikolaj Ivanovič Lobačevskij, Nuovi principi della geometria, Torino, Boringhieri, 1974.